# Conrad L. Hall
Conrad Lafcadio Hall (Papeete, 21 giugno 1926 – Santa Monica, 4 gennaio 2003) è stato un direttore della fotografia statunitense.

## Filmografia parziale
- I morituri (Morituri), regia di Bernhard Wicki (1965)
- I professionisti (The Professionals), regia di Richard Brooks (1966)
- Detective's Story (Harper), regia di Jack Smight (1966)
- Nick mano fredda (Cool Hand Luke), regia di Stuart Rosenberg (1967)
- A sangue freddo (In Cold Blood), regia di Richard Brooks (1967)
- Duello nel Pacifico (Hell in the Pacific), regia di John Boorman (1968)
- Lieto fine (The Happy Ending), regia di Richard Brooks (1969)
- Butch Cassidy (Butch Cassidy and the Sundance Kid), regia di George Roy Hill (1969)
- Città amara - Fat City (Fat City), regia di John Huston (1972)
- Electra Glide (Electra Glide in Blue), regia di James William Guercio (1973)
- Il giorno della locusta (The Day of the Locust), regia di John Schlesinger (1975)
- Il maratoneta (Marathon Man), regia di John Schlesinger (1976)
- La vedova nera (Black Widow), regia di Bob Rafelson (1987)
- Tequila Connection (Tequila Sunrise), regia di Robert Towne (1988)
- Conflitto di classe (Class Action), regia di Michael Apted (1991)
- Gli occhi del delitto (Jennifer Eight), regia di Bruce Robinson (1992)
- In cerca di Bobby Fischer (Searching for Bobby Fischer), regia di Steven Zaillian (1993)
- Love Affair - Un grande amore (Love Affair), regia di Glenn Gordon Caron (1994)
- A Civil Action, regia di Steven Zaillian (1998)
- American Beauty, regia di Sam Mendes (1999)
- Era mio padre (Road to Perdition), regia di Sam Mendes (2002)

## Premi e riconoscimenti

### Premio Oscar
- 1966 - Candidatura alla migliore fotografia per I morituri
- 1967 - Candidatura alla migliore fotografia per I professionisti
- 1968 - Candidatura alla migliore fotografia per A sangue freddo
- 1970 - Migliore fotografia per Butch Cassidy
- 1976 - Candidatura alla migliore fotografia per Il giorno della locusta
- 1989 - Candidatura alla migliore fotografia per Tequila Connection
- 1994 - Candidatura alla migliore fotografia per In cerca di Bobby Fischer
- 1999 - Candidatura alla migliore fotografia per A Civil Action
- 2000 - Migliore fotografia per American Beauty
- 2003 - Migliore fotografia per Era mio padre (postumo)

### Premio BAFTA
- 1970 - Migliore fotografia per Butch Cassidy
- 2000 - Migliore fotografia per American Beauty
- 2003 - Migliore fotografia per Era mio padre (postumo)